# Eudianodes swanzyi
Eudianodes swanzyi är en skalbaggsart som beskrevs av Francis Polkinghorne Pascoe 1868. Eudianodes swanzyi ingår i släktet Eudianodes och familjen långhorningar.
Artens utbredningsområde är:
- Gabon.
- Ghana.
- Nigeria.
- Togo.

Inga underarter finns listade i Catalogue of Life.